# Cariboo-Goldrausch

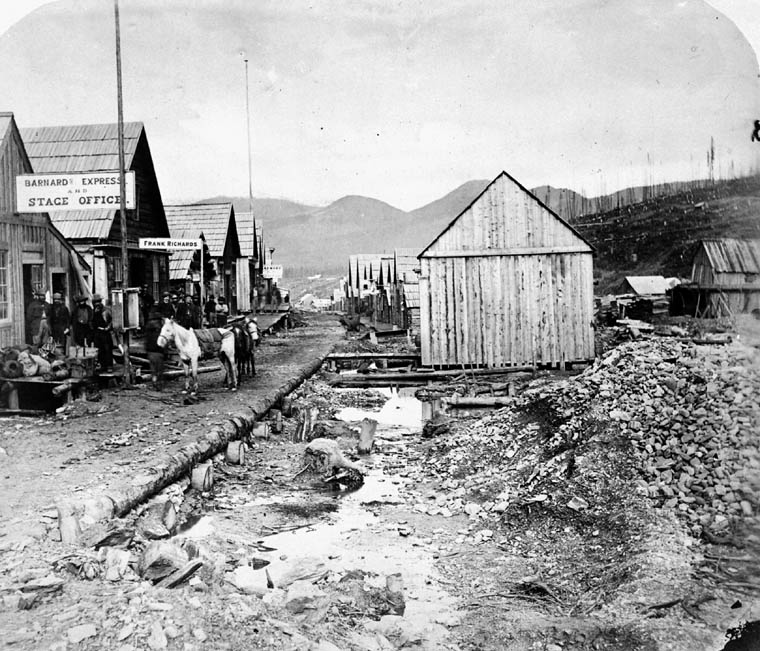
Barkerville (1865)

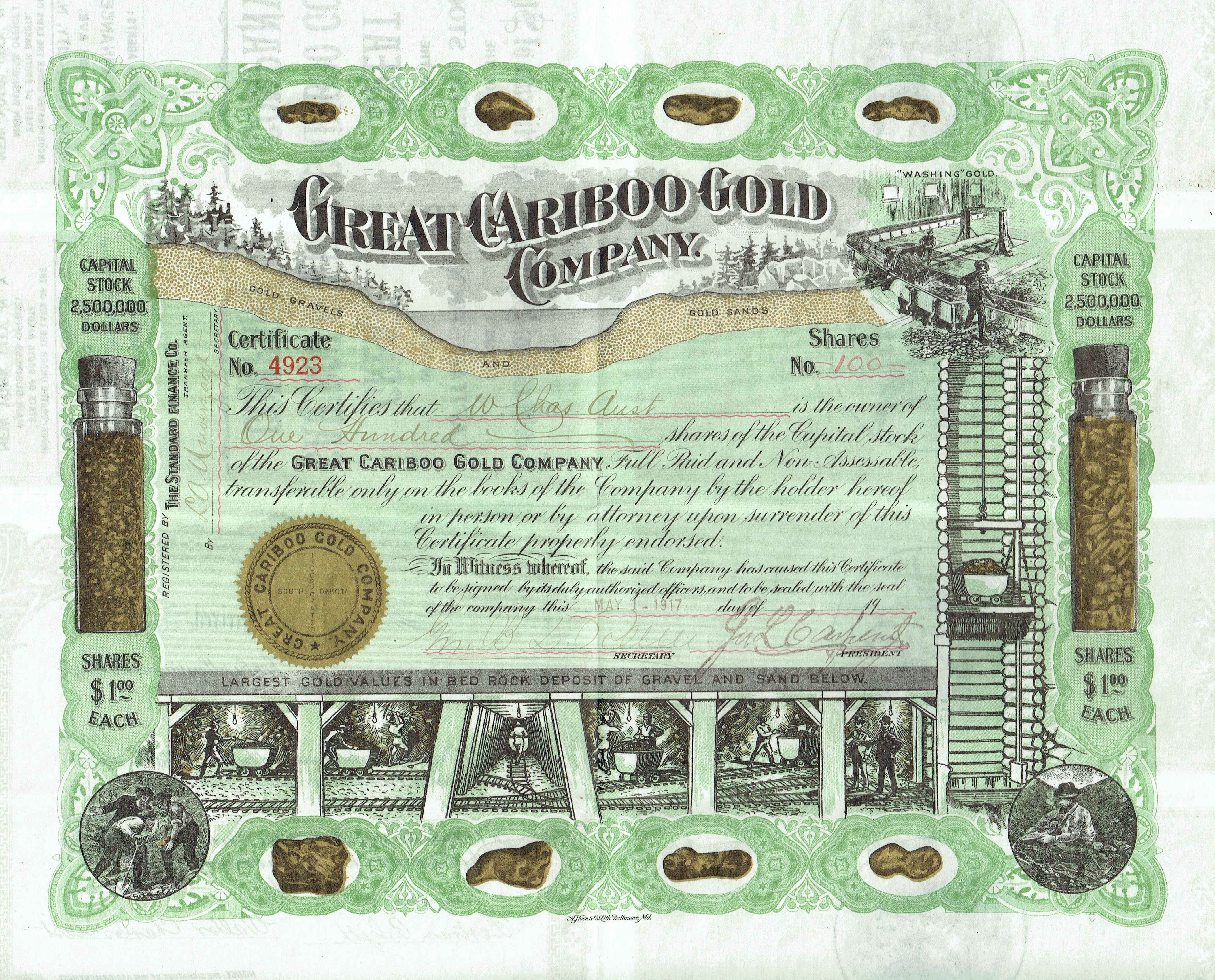
Aktie der Great Cariboo Gold Company vom 1. Mai 1917

Der Cariboo-Goldrausch ist eines in einer Kette von Ereignissen, die zwischen etwa 1858 und 1900 mehrere hunderttausend Menschen in den Westen Kanadas brachten. Diese Kette setzte 1858 mit dem Fraser-Canyon-Goldrausch ein und fand ihren Höhepunkt mit dem Klondike-Goldrausch im Yukon-Territorium. Der 1861 einsetzende Goldrausch im Cariboo-Gebiet in der zu dieser Zeit noch britischen Kolonie British Columbia brachte rund 100.000 Menschen in das abgelegene Gebiet. Hauptort war Barkerville, das aber, im Gegensatz zu anderen Goldgebieten, hauptsächlich Europäer anzog, weniger US-Amerikaner. Dies hing mit dem dort wütenden Sezessionskrieg zusammen.

## Vorgeschichte
Der Cariboo-Goldrausch hängt aufs engste mit dem Fraser-Canyon-Goldrausch am Fraser River zusammen, der 1858 begann. Dabei entwickelte sich Vancouver zu einem zentralen Sammelplatz für Goldsucher aus Kalifornien, die per Schiff stromaufwärts bis Yale fuhren. Immer wieder kamen Gerüchte auf, irgendwo sei Gold gefunden worden, so auch im Cariboo-Gebiet. So machten sich Männer, die zu spät gekommen waren, um noch einen ertragreichen Claim bei Yale zu bekommen, wieder auf die Suche. Obwohl bereits 1859 Gold am Horsefly Creek durch Peter Dunlevy gefunden wurde, dem im nächsten Jahr Goldfunde am Keithley und Antler Creek folgten, begann der eigentliche Goldrausch erst 1861.

## Der Auftakt
Mit Bekanntwerden der Goldfunde, verstärkt durch neue Funde am William’s Creek (1862), wälzte sich ein Strom von Goldsuchern nordwärts. Billy Barker war einer der ersten erfolgreichen Goldsucher im Cariboo-Gebiet und so entstanden neue Orte wie das nach ihm benannte Barkerville, Keithley Creek, Quesnel Forks, Antler, Richfield, Quesnel, Fort Alexandria und Horsefly. Sie wurden binnen weniger Monate aus dem Boden gestampft.
Viele der Goldsucher, die noch drei Jahre vorher dem Fraser-Canyon-Goldrausch zwischen Lillooet und Yale gefolgt waren, zogen nun weiter über die Cariboo Road nordwärts. Andere jedoch folgten Nachrichten von Goldfunden um Colville oder in Colorado, am Rock Creed oder Big Bend. Viele der Amerikaner am Fraser kehrten in die USA zurück, die vom Bürgerkrieg zerrissen waren. Daher war die Beteiligung der Amerikaner am Cariboo-Goldrausch erheblich geringer als am Fraser.
Cariboo war für viele wiederum nur eine Zwischenetappe zu weiteren Goldfunden (Omineca, Stikine). Wahrscheinlich zogen binnen weniger Jahre mehr als 100.000 Männer in diese dünn besiedelte Region.

## Anreise
Die Goldfunde und die Geschichten reich gewordener Glücksritter erreichten schnell Europa und die Ostküste Nordamerikas. Nur wenige konnten es sich leisten, per Schiff nach Panama zu segeln, die Landenge zu überqueren und von Darién aus nordwärts zu segeln. Viele nahmen daher die lange, beschwerliche und gefährliche Fahrt um Kap Hoorn in Kauf. Die meisten fuhren jedoch nach Québec und New York. Von dort fuhr man nach Saint Paul in Minnesota, dann ging es über Winnipeg und die Rocky Mountains westwärts. Für die einen ging es per Floß oder Boot den Fraser hinunter nach Quesnel, für die anderen den Thompson River nach Kamloops.

## Erfolgreiche Lenkungsversuche

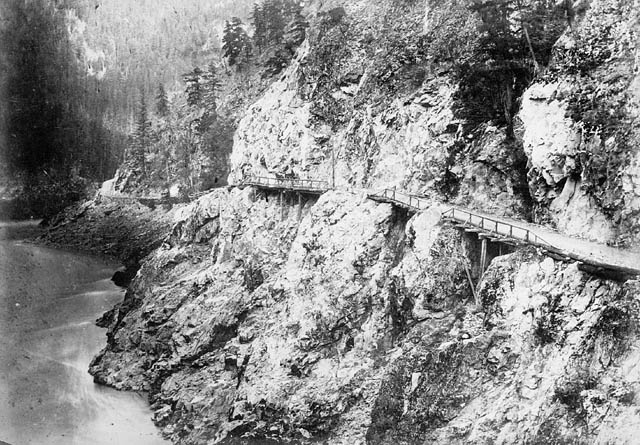
Abschnitt der Cariboo Road (ca. 1867/68)

Um zu verhindern, dass zahllose, unberechenbare Männer unkontrolliert nach Norden eilten, und um zugleich den Zugang für Europäer zu erleichtern, bauten die Royal Engineers 1861 bis 1865 die Cariboo Road (auch Cariboo Wagon Road genannt). Sie verband den Fraser bei Yale – ab dort war der Fluss nicht mehr schiffbar – über die Lakes Route und Lillooet durch das Tal des Thompson River mit Ashcroft. Von dort ging es weiter nach Clinton, 100 Mile House und Williams Lake.
Dieser Weg bot der Regierung mehrere Vorteile. Zum einen verschaffte sie sich Einnahmen durch Lizenzgebühren, die beim Besteigen der Schiffe auf Vancouver Island anfielen. Zum anderen kam es zu weniger Provokationen der Indianer, die sich gegen die rücksichtslosen und besitzgierigen Zuwanderer zu wehren versuchten. Auch scheiterte ein privater Versuch, von der Westküste her einen Weg durch das Chilcot-Gebiet zu bauen, an der rauen Natur und dem Widerstand der Homalco und Chilcotin-Indianer (Chilcotin War). Nach den Erfahrungen am Fraser River war die Regierung entschlossen, eine Wiederholung dieses Chaos und der Ausbrüche von Gewalt zu verhindern, und vor allem, um die weitere Zuwanderung von Amerikanern einzudämmen. Die Hudson’s Bay Company, die zu dieser Zeit noch eine bedeutende Macht im Westen des späteren Kanada war, fürchtete nicht zu Unrecht, dass dies zu einer Annexion des Gebietes führen konnte, so, wie die Company bereits 1849 ihre Forts im Oregon Country südlich des 49. Breitengrads verloren hatte.

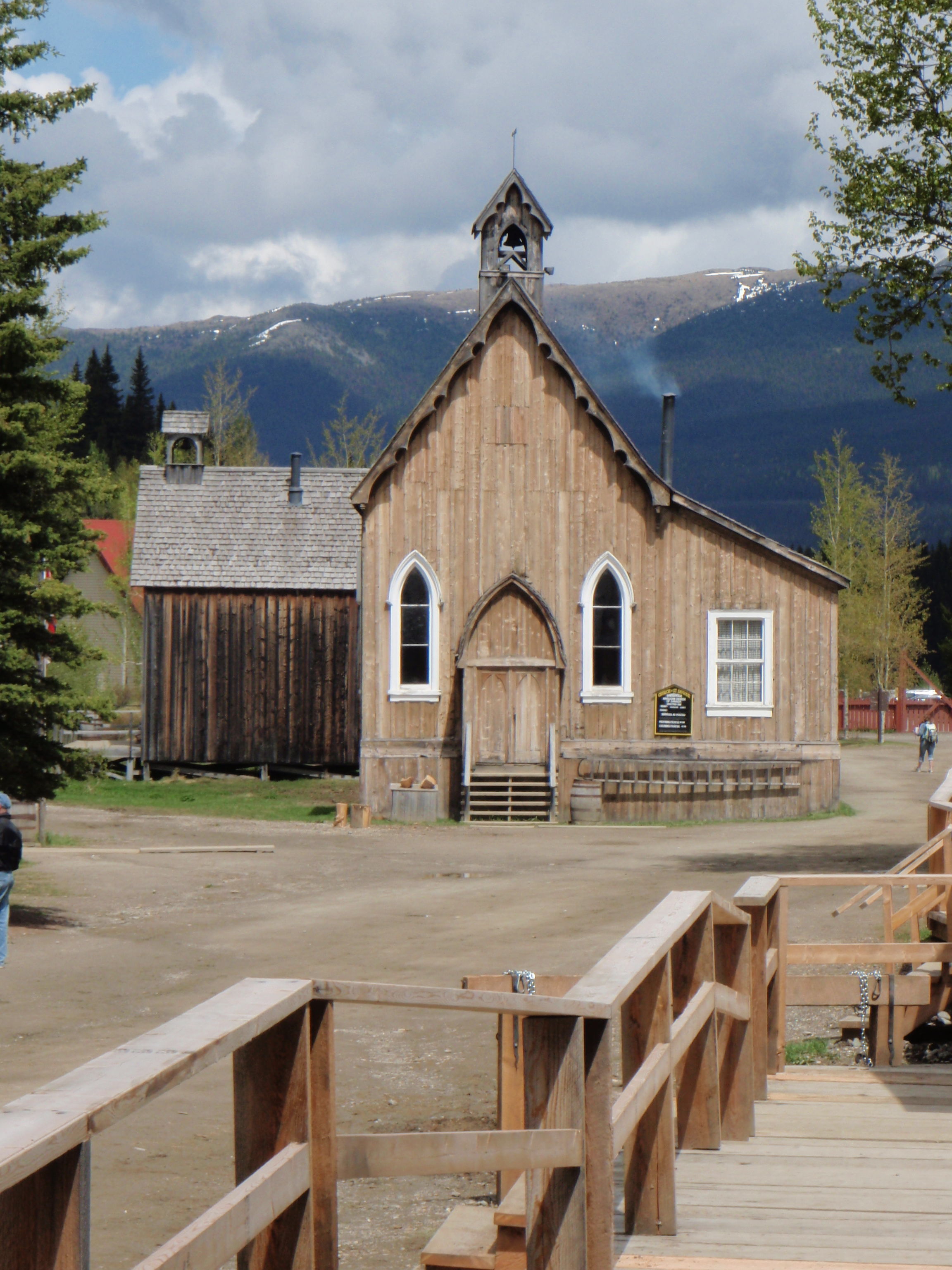
Die anglikanische Kirche St. Saviour

So war es der Regierung wichtig, für „zivilisierte“ Verhältnisse zu sorgen. Die ersten Priester kamen 1861 in die Region; Katholiken, Anglikaner, Methodisten und andere nahmen ihre Dienste in Anspruch. Barkerville besaß bereits 1864, ein Jahr nach seiner Entstehung, feste Häuser und ein Krankenhaus, das bis in die 1930er Jahre das einzige nördlich von Kamloops blieb. Es gab unter den zwanzig Saloons immerhin einige mit Musikzimmern, und 1867 eröffnete sogar eine Konzerthalle, dazu kam ein Debattierclub, eine Freimaurerloge, eine Wohltätigkeitsvereinigung, eine literarische Gesellschaft und sogar eine Bibliothek (1864).
Dennys Saloon, der heute noch existiert, gibt einen guten Eindruck vom Lebensstil der Zeit. Er besteht aus zwei Räumen, von denen der eine einen Tisch mit vier Stühlen enthält und der andere eine Bar – kaum Platz für viel mehr als 10 bis 15 Männer. Im Gegensatz zu Victoria öffneten die hiesigen Saloons jedoch erst ab 20 Uhr. Von wenigen Ausnahmen abgesehen, funktionierte die britische Rechtswahrungsstrategie besser als die amerikanische in Kalifornien.

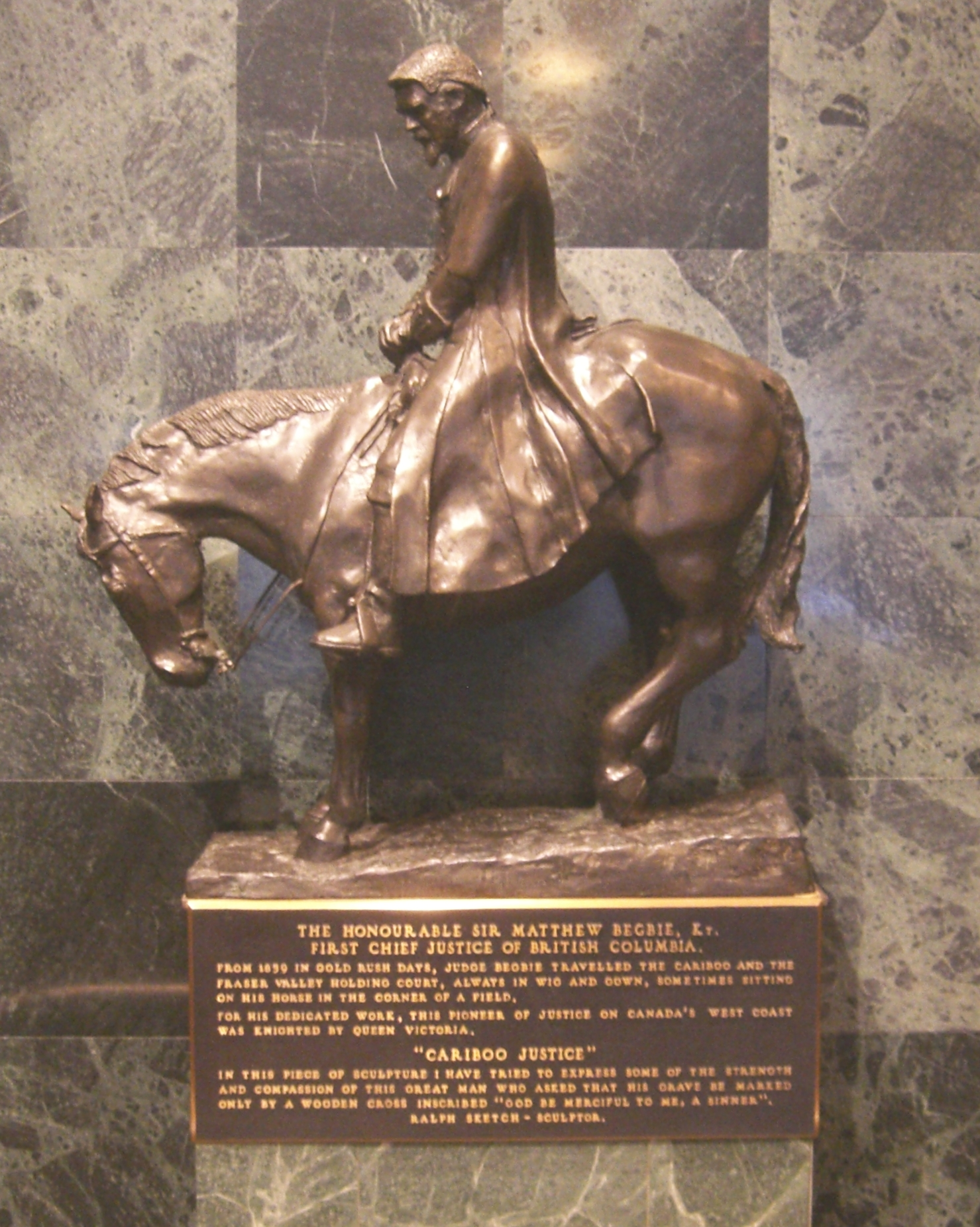
Erinnerung an Richter Begbie, 845 Cambie Street, Vancouver

Das war eines der Verdienste von Gouverneur James Douglas. Er machte das Goldschürfen von einer Genehmigung abhängig, unterhielt eine Polizeitruppe und ein Gericht. Der Richter Matthew Baillie Begbie erhielt den Beinamen „der hängende Richter“. Er schreckte weder vor Todesurteilen noch vor Zwangsarbeit zurück und nahm, zum Schrecken vieler Kalifornier, die Aussagen von Indianern und Chinesen genauso ernst wie die aller anderen. Auch ihn, den Juristen aus England, hatte Douglas angefordert.
Zwar brachte der Brand von Barkerville im Jahr 1868 enorme Schäden, doch die Bewohner bauten die Stadt zügig wieder auf.

## Das Ende von Barkerville, der Wiederaufbau und Gegenwartsgold
Barkerville schrumpfte nach dem Ende der Goldfunde zunächst langsam. Zugleich wanderten Chinesen zu, deren Zahl im Cariboo-Gebiet nach Aussage des dortigen Abgeordneten Charles Wilson zwischen 1881 und 1884 von 200 bis 300 auf 1100 bis 1200 anstieg. Sie erwarben manche der verlassenen Claims, zogen es aus Sparsamkeit vor, die verlassenen zu nutzen. Sie setzten sich, trotz Gewaltanwendung, gegen den Widerstand seitens der Weißen durch.
Doch um 1900 war die Stadt eine Geisterstadt, ähnlich wie Bullion oder Antler Creek. Als während der Weltwirtschaftskrise die Goldpreise in die Höhe schnellten, lohnte sich wieder eine gewisse Explorationstätigkeit, so dass die Stadt für einige Jahre wieder erstand.
1958 beschloss die Regierung, die Goldgräberstadt wieder aufzubauen. Das heute „Barkerville Historic Town“ genannte Touristikprojekt, das in der Nähe des alten Barkerville entstand, ist zugleich ein jahrelanges Forschungsprojekt gewesen, aus dem minutiöse Rekonstruktionen erwachsen sind. Einige der Häuser wurden gekauft und restauriert, um dann an den neuen Ort verbracht zu werden.
Skygold Ventures Ltd., ein Unternehmen aus Vancouver, das Edelmetalle in Nordamerika sucht, und Wildrose Resources Ltd. unterhalten die Spanish-Mountain-Liegenschaft, die sich nahe der historischen Goldgräberstadt Barkerville befindet. Gold wurde dort erstmals 1933 in Quarzadern an der Nordwestseite auf Spanish Mountain entdeckt. Vereinzelte Explorationen wurden bis 1947 durchgeführt. Doch erst 1970 wurden neue Bohrungen vorgenommen, und man fand dort reichlich Kupfer. Seit 2002 ist klar, dass dort immer noch sehr viel Gold liegt.